# Zanzíbar (protectorado)
Zanzíbar fue un protectorado británico creado en 1890, sucesor al sultanato de Zanzíbar e independizado el 10 de diciembre de 1963 para formar el Estado de Zanzíbar.
El protectorado británico sobre Zanzíbar fue instaurado de facto tras la firma del tratado de Heligoland-Zanzíbar en 1890 entre los Británicos y los Alemanes. Abarcaba las islas de Pemba y Unguja, y la capital, Zanzíbar, que se encuentra en esta última. Accedió a la independencia el 10 de diciembre de 1963 bajo la presión popular que deseaba mayor autodeterminación.

## Geografía
El protectorado de Zanzíbar se extendió sobre dos de las islas principales del archipiélago de Zanzíbar, Pemba y Unguja, pero no controló la tercera isla principal de este archipiélago: Mafia.

## Historia

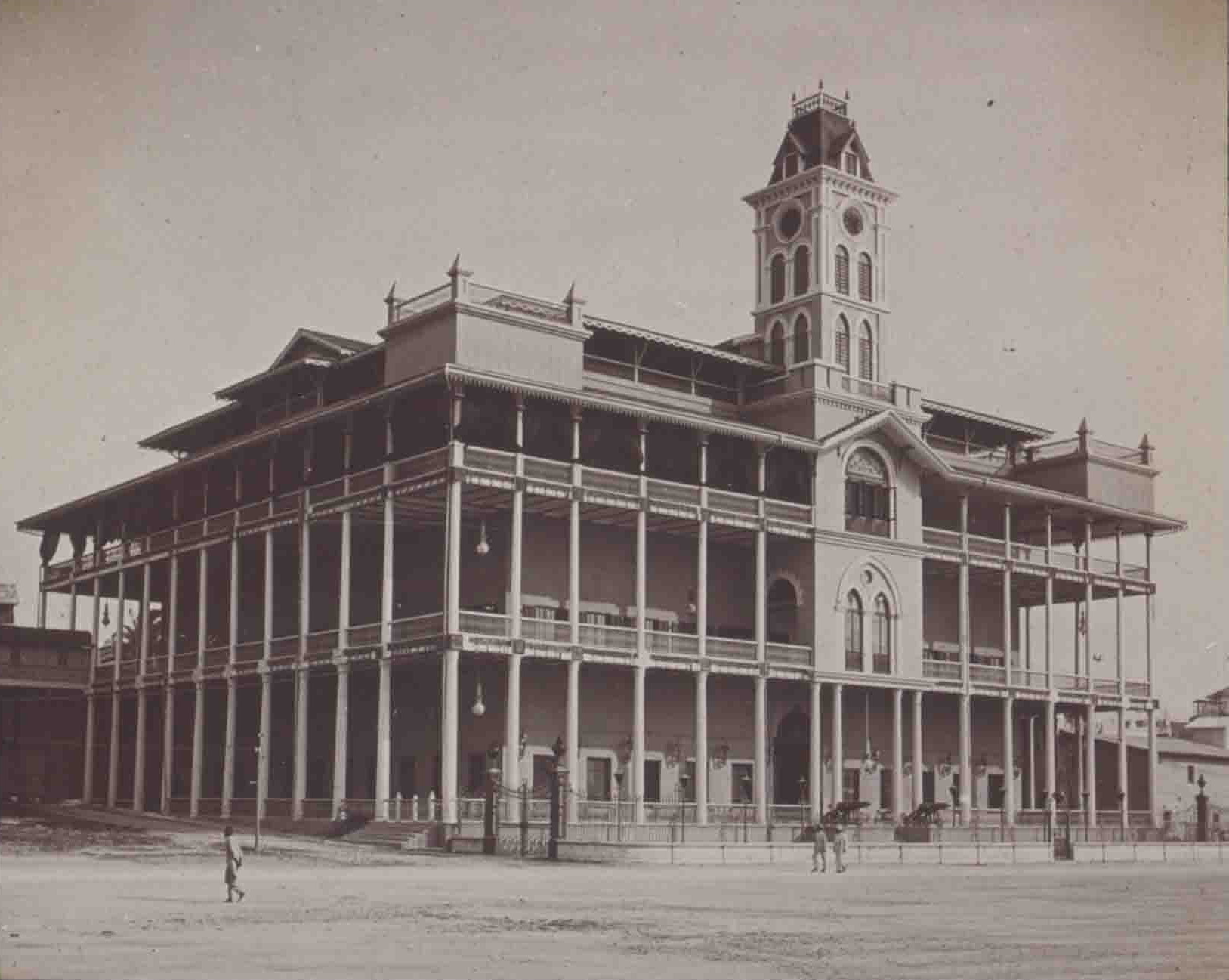
Beit al-Ajaib a Zanzíbar, 1907

Al finalizar el Siglo XX, el sultanato de Zanzíbar, debilitado desde hacía varios años por una economía agonizante, no pudo impedir la disolución de sus posesiones en el continente africano por las grandes potencias coloniales de la época: Reino Unido y Alemania, y en menor grado Portugal. En 1890, el tratado de Heligoland-Zanzíbar permitió un intercambio de territorios: Alemania recibió de Reino Unido el archipiélago de Heligoland ubicado en el Mar del Norte a cambio del abandono definitivo de sus visiones expansionistas sobre el sultanato de Zanzíbar que a pesar del tratado resultó en un protectorado británico de facto.
Mientras que el comercio no cesaba de declinar con la transferencia del principal centro comerciante de África del Este a Mombasa por los británicos en 1893, un gobierno constitucional es instaurado en Zanzíbar con Sir Lloyd Mathews como Primer Ministro, el protectorato emite su premier timbre en noviembre de 1895, y se imprimen periódicos en árabe, suajili, ourdou pero también en inglés como La gazeta de Zanzibar y de África del Este.
El sultán Ali bin Said, último hijo de su hermandad y en el poder por poco tiempo, muere en  marzo de 1893 sin designar su sucesor, instaurando así un periodo de lucha por el trono. Con el fin de no dejar el sultanato sin dirigente, los británicos instauran a Hamad ibn Thuwaini bin Saïd Al-Bousaïd, su sobrino, uno de los hijos del sultán omanés Thuwaini ibn Saïd fallecido en 1866, mientras que otros dos pretendientes esperaban ser nombrados : Khalid ibn Bargach y Hamoud bin Mahomed bin Saïd, sobrinos de Thuwaini. Los Mazruis, una familia rival de la familia en el poder, intentaron tomar el poder por un golpe de Estado en 1895 pero fracasan y fueron aprisionados en Dar eres Salam.
Hamad muere finalmente en 1896 y Khalid ibn Bargach, consiguiendo casi a tomar a su vez el poder, es cazado por los Británicos y encuentra refugio en Dar es Salam después de lo que se calificó como la « guerra más corta de la historia ». Es entonces cuando Hamoud bin Muhammed, un primo de Hamad, que fue elevado al trono el 27 de agosto de 1896. Bajo su reinado que duró hasta 1902, firmó el último de los numerosos tratados aboliendo la esclavitud y la trata de negros el 5 de abril de 1897 . Su hijo, Ali bin Hamoud, con 18 años y que fue enviado a Inglaterra para proseguir sus estudios, lo sucede tras su muerte el 18 de julio de 1902. Gran viajero, sobre todo en Europa, su salud frágil lo obliga a abdicar el 16 de diciembre de 1911 a favor de su primo Khalifa bin Harub que reinará hasta 1960.
Su reinado debuta con el establecimiento en 1913 de un Consejo del protectorado presidido por el sultán, la plaza de vicepresidente ocupada por el cónsul británico. Cuando empieza la Primera Guerra Mundial en 1914, el conjunto de los asentamientos alemanes a través del mundo son invadidos rápidamente y confiscados, comprendiendo la África oriental alemana que se transformará en Ruanda-Urundi y Tanganica, por lo que Zanzíbar es afectado poco por la Gran Guerra. En cambio, sufre más por la Segunda Guerra Mundial a pesar de no comprometerse militarmente en el conflicto.
A la salida del conflicto, las autoridades británicas permiten a la población local participar en la vida política del protectorado con la autorización de constituir partidos políticos que ven rápidamente el día y que participan en las primeras elecciones que se desarrollan en 1957. Dos partidos políticos se desarrollan: el ASP (Afro Shirazi Party, antiguamente Afro Shirazi Unión) cuyo electorado es formado principalmente por negros y el ZNP (Zanzibar Nationalist Party) cuyo electorado es formado mayoritariamente por Árabes.
En octubre de 1960, el hijo del sultán, Abdullah bin Khalifa, lo sucede después de su muerte. Un mes después, pone en marcha una nueva constitución que rige la elección de los miembros del Consejo legislativo. Las elecciones tienen lugar en enero y en junio de 1961 donde el ZPP (Zanzibar & Pemba people) logra trece escaños y el ASP diez, generando motines raciales. La instauración de una autonomía política en Zanzíbar resultando inevitable, los británicos instauraron un gobierno autónomo en junio de 1963. El mes siguiente, Abdullah fallece y su hijoJamshid bin Abdullah toma su lugar. Es bajo su reinado, muy corto, que Zanzíbar accede a la independencia el 10 de diciembre de 1963.
La independencia de Zanzíbar será sin embargo de corta duración porque varios acontecimientos precipitarán su unión con Tanganica, independiente desde diciembre de 1961, para formar Tanzania.

## Política
Los primeros sultanes de Zanzíbar fueron conocidos a partir de 1806. El último fue derrocado en 1964.
Los visirs británicos no tenían más que el título. Se trató de hecho de representantes de la Corona que aconsejaban las familias omanaises régnantes para conducir el país hacia más de democracia y un desarrollo más conforme a los intereses británicos.
| Nombre               | Comienzo de reinado | Final de reinado |
| -------------------- | ------------------- | ---------------- |
| Ali bin Said         | 1890                | 1893             |
| Hamad ibn Thuwaini   | 1893                | 1896             |
| Khalid ibn Bargach   | 1896                | 1896             |
| Hamoud ibn Mohammed  | 1896                | 1902             |
| Ali bin Hamud        | 1902                | 1911             |
| Khalifa bin Harub    | 1911                | 1960             |
| Abdullah bin Khalifa | 1960                | 1963             |
| Jamshid bin Abdullah | 1963                | 1964             |

| Nombre                     | Comienzo de mandato | Final de mandato |
| -------------------------- | ------------------- | ---------------- |
| Sir Lloyd William Matthews | 1890                | 1901             |
| TIENE.S. Rogers            | 1901                | 1906             |
| Arthue Raikes              | 1906                | 1908             |
| Francis Barton             | 1908                | 1913             |

| Nombre          | Comienzo de mandato | Final de mandato |
| --------------- | ------------------- | ---------------- |
| Francis Pearce  | 1913                | 1922             |
| John Sinclair   | 1922                | 1923             |
| Alfred Hollis   | 1923                | 1929             |
| Richard Rankine | 1929                | 1937             |
| John Hall       | 1937                | 1940             |
| Henry Pilling   | 1940                | 1946             |
| Vincent Glenday | 1946                | 1951             |
| John Rankine    | 1951                | 1954             |
| Henry Potter    | 1954                | 1959             |
| Arthur Mooring  | 1959                | 1963             |